# Honda Spirior
La Honda Spirior (in cinese: 思铂睿; pinyin Sībóruì) è un'autovettura prodotta dalla casa automobilistica giapponese Honda dal 2009 al 2018.

## Prima generazione (2009-2014)

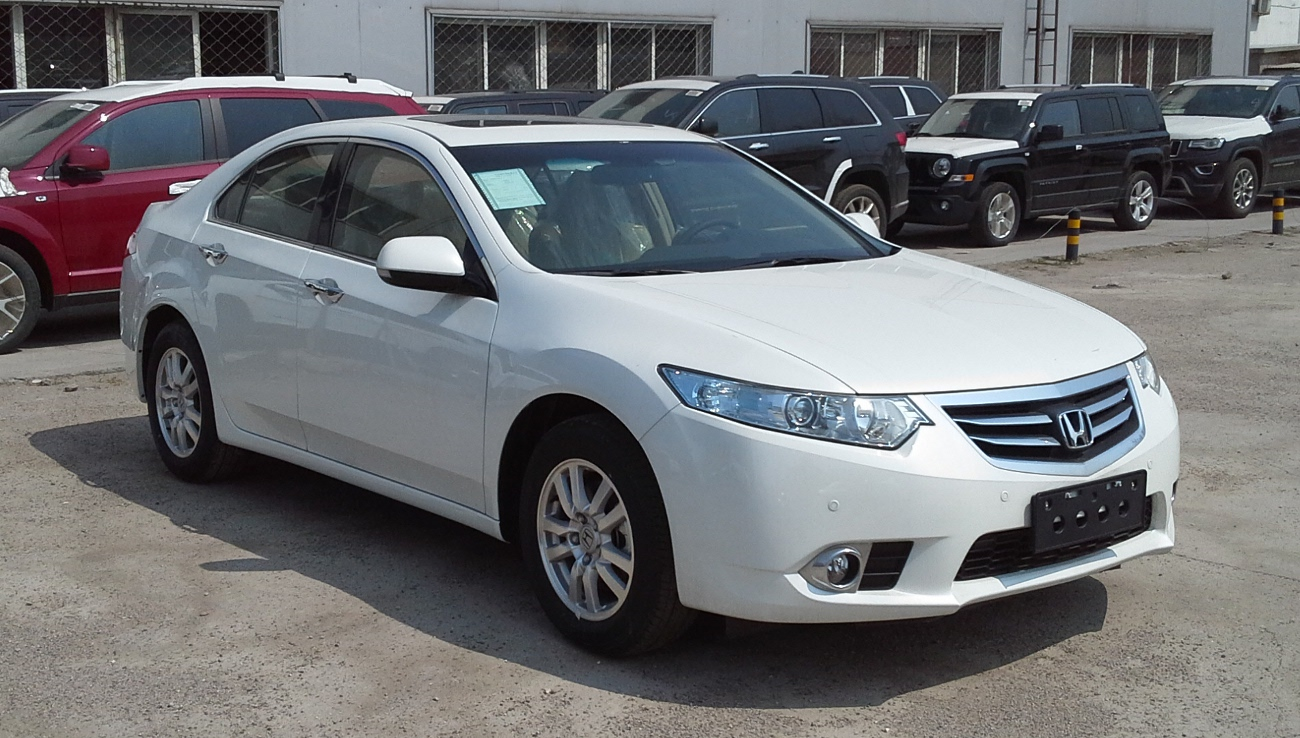
Honda Spirior prima serie

La prima generazione della Spirior era essenzialmente una versione riprogettata appositamente per il mercato cinese della Honda Accord di ottava generazione venduta in Europa e Giappone. La produzione è iniziata nell'agosto 2009 in Cina nell'impianto di Wuhan, dalla joint venture Dongfeng Honda. Allo stesso tempo, la versione venduta in nordamericana e nell'area del Pacifico della Accord di ottava generazione, venne parallelamente commercializzata alla Spirior, venendo però prodotta dalla joint venture tra la Honda e la GAC.

## Seconda generazione (2014-2018)
La concept della Spirior di seconda generazione è stata presentata al Salone dell'Auto di Pechino 2014, seguita pochi mesi dopo dalla versione per la produzione in serie, prodotta dalla joint venture Honda Dongfeng  esclusivamente per il solo mercato cinese. In seguito è stata sostituita alla fine del 2018 dalla Honda Inspire di sesta generazione.